# Pierre Guffroy
Pour les articles homonymes, voir Guffroy.
Pierre Jacques Guffroy est un chef décorateur de cinéma français, né le 22 avril 1926 à Paris 14e et mort le 26 septembre 2010, à Chalon-sur-Saône (Saône-et-Loire).

## Parcours
Il étudie la sculpture à l'École des beaux-arts à Paris et, en 1947, suit les cours de l'ENSAD, puis de l'IDHEC de 1951 à 1953. Il débute comme assistant décorateur en 1957 et travaille ensuite comme décorateur avec de nombreux réalisateurs renommés de diverses nationalités.
En 1992, Robert Salis lui a consacré un documentaire, L'Envers du décor,.
Après avoir été provisoirement enterré au cimetière parisien de Bagneux (division 59), il a été inhumé au cimetière de Chapaize (Saône-et-Loire)[réf. nécessaire].

## Filmographie
- 1959 : Le Bossu d'André Hunebelle
- 1960 : Orfeu Negro, de Marcel Camus
- 1960 : Le Testament d'Orphée, de Jean Cocteau
- 1960 : Le Capitan d'André Hunebelle
- 1961 : Le Miracle des loups d'André Hunebelle
- 1962 : La Dénonciation, de Jacques Doniol-Valcroze
- 1962 : Les Mystères de Paris, d'André Hunebelle
- 1965 : Le Vampire de Düsseldorf, de Robert Hossein
- 1965 : La Corde au cou de Joseph Lisbona
- 1965 : Histoires d'hommes, de Claude Boissol, Pierre Granier-Deferre, Louis Grospierre, Jean Dréville (série télé)
- 1965 : Alphaville, une étrange aventure de Lemmy Caution de Jean-Luc Godard
- 1965 : Pierrot le fou de Jean-Luc Godard
- 1966 : L'Espion de Raoul Lévy
- 1966 : Paris brûle-t-il ?, de René Clément
- 1967 : La mariée était en noir, de François Truffaut
- 1967 : Le Grand Dadais, de Pierre Granier-Deferre
- 1967 : Mouchette, de Robert Bresson
- 1968 : À tout casser, de John Berry
- 1969 : La Voie lactée, de Luis Buñuel
- 1969 : Le Passager de la pluie, de René Clément
- 1970 : Le Bal du comte d'Orgel, de Marc Allégret
- 1970 : Le Mur de l'Atlantique, de Marcel Camus
- 1971 : Bof… Anatomie d'un livreur, de Claude Faraldo
- 1971 : Max et les ferrailleurs, de Claude Sautet
- 1971 : Un beau monstre, de Sergio Gobbi
- 1972 : César et Rosalie, de Claude Sautet
- 1972 : La Course du lièvre à travers les champs, de René Clément
- 1972 : Le Charme discret de la bourgeoisie, de Luis Buñuel
- 1973 : Les Granges Brûlées, de Jean Chapot
- 1974 : La Gifle, de Claude Pinoteau
- 1974 : La Race des seigneurs, de Pierre Granier-Deferre
- 1974 : Le Fantôme de la liberté, de Luis Buñuel
- 1974 : Que la fête commence, de Bertrand Tavernier
- 1976 : Cet obscur objet du désir , de Luis Buñuel
- 1976 : Le Locataire, de Roman Polanski
- 1976 : Mado, de Claude Sautet
- 1977 : La Fille d'Amérique, de David Newman
- 1977 : Un coup de rasoir , de Pascal Thomas
- 1978 : Confidences pour confidences, de Pascal Thomas
- 1979 : Tess, de Roman Polanski, Oscar du meilleur décor à Hollywood
- 1980 : Je vous aime, de Claude Berri
- 1982 : La Nuit de Varennes, de Ettore Scola
- 1982 : Jamais avant le mariage de Daniel Ceccaldi
- 1983 : Hanna K., de Costa-Gavras
- 1983 : L'Argent, de Robert Bresson
- 1986 : Max mon amour, de Nagisa Ōshima
- 1986 : Pirates, de Roman Polanski
- 1986 : Twist again à Moscou, de Jean-Marie Poiré
- 1987 : Frantic, de Roman Polanski
- 1988 : L'Insoutenable Légèreté de l'être, de Philip Kaufman
- 1989 : Valmont, de Miloš Forman
- 1991 : Mayrig, d'Henri Verneuil
- 1992 : 588, rue Paradis, d'Henri Verneuil
- 1994 : La Jeune Fille et la Mort, de Roman Polanski
- 1994 : Giorgino de Laurent Boutonnat
- 1996 : Portraits chinois de Martine Dugowson
- 1998 : Pop Corn de Yannick Rolandeau

## Distinctions
- César 1976 : César des meilleurs décors pour Que la fête commence
- César 1977 : nomination au César des meilleurs décors pour Mado et pour Le Locataire
- César 1980 : nomination au César des meilleurs décors pour Tess
- Oscars 1981 : Oscar de la meilleure direction artistique pour Tess
- César 1987 : César des meilleurs décors pour Pirates
- César 1990 : César des meilleurs décors pour Valmont